# Jelena Despotović
Jelena Despotović (født 30. april 1994 i Podgorica) er en kvindelig montenegrinsk håndboldspiller, som spiller for Debreceni VSC og Montenegros kvindehåndboldlandshold.